# Сюдюрейри
Сюдюрейри (исл. Suðureyri) — рыбацкая деревня на северо-западе Исландии, входит в состав общины Исафьярдарбайр региона Вестфирдир. Находится на юге фьорда Сугандафьордюр. Впервые упомянута в Книге о заселении Исландии, датируемой XI веком.
Население Сюдюрейри составляет 346 человек по состоянию на 2011 год.
Пятикилометровым тоннелем населённый пункт соединён с ближайшим поселением — городом Исафьордюр. Имеется плавательный бассейн, гостиница и ресторан, а также бывший закрытый рыбный завод, который сейчас может посетить любой желающий.